# Calakmul

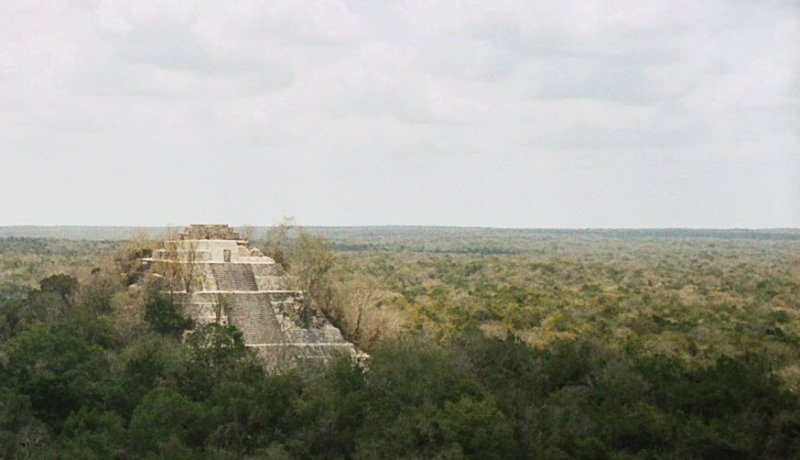
Templet i Calakmul

Calakmul (även Kaan) var en av de mäktigaste och största mayastäderna. Dess ruiner ligger djupt i djungeln i det 729 000 hektar stora biosfärreservatet i södra Campeche i Mexiko, 30 kilometer norr om  gränsen till Guatemala.
Orten var konkurrent till Tikal om den politiska makten. Konkurrensens grund låg i att Maya var uppdelade i två läger. Mest inflytande hade Calakmul mellan åren 200 och 700.
Platsens befolkning kan ha uppgått till 85 000 personer och hittills har över 6 300 byggnader uppdagats inom en area av 70 km². Av dessa är 100 stycken kolossalbyggen. Calakmuls pyramid "Struktur 2" är med en långsida på 140 meter och 45 meters höjd den största kända tempelplattformen från den klassiska mayaeran.
Staden, som i äldre skrifter ofta omtalas som „Kaan“ eller „Ormens kungadöme“, återupptäcktes i december 1931 av amerikanen Cyrus Longworth Lundell från luften och rapporterades till och besöktes av Carnegie Institutets Sylvanus G. Morley från Chichen Itza 1932. Ytterligare undersökningar företogs därefter först mellan 1984 och 1994 i samband med nomineringen till världsarv.